# Abdulwahab Al Malood
Abdulwahab Al-Malood (21 de julho de 1989) é um futebolista profissional bareinita que atua como meia.

## Carreira
Abdulwahab Al-Malood representou a Seleção Bareinita de Futebol na Copa da Ásia de 2015.